# Филозофија религије
Филозофија религије (лат.religare-везати, повезати) је грана филозофије која се бави испитивањем централних тема и појмова укључених у религијску традицију, религијских проблема и појмова (нпр. постојање, нужност, судбина, стварање, грех, правда, милост, искупљење, бог) и њиховим значајем за филозофију.
Филозофија религије разматра питања која се тичу постојања Бога, бесмртности душе, проблема зла и патње. Она укључује све кључне области филозофије: метафизике, епистемологије, логике, етиke и теорије вредности, филозофију језика, филозофију науке, права, социологије, политике, историје итд. Филозофске расправе о таквим темама датирају из античких времена и појављују се у најранијим познатим текстовима који се тичу филозофије. Област је повезана са многим другим гранама филозофије, укључујући метафизику, епистемологију и етику.
Филозофија религије се разликује од религијске филозофије по томе што настоји да расправља о питањима која се тичу природе религије као целине, уместо да испитује проблеме које доноси одређени систем веровања. То могу непристрасно спроводити они који се идентификују као верници или неверници.

## Преглед
Филозоф Вилијам Л. Роу је окарактерисао филозофију религије као: „критичко испитивање основних религиозних уверења и концепата.“ Филозофија религије покрива алтернативна веровања о Богу или боговима или обоје, варијанте религиозног искуства, интеракцију између науке. и религија, природе и обима добра и зла, и религиозне третмане рођења, историје и смрти. Област такође укључује етичке импликације верских опредељења, однос између вере, разума, искуства и традиције, концепте чудесног, светог откривења, мистицизма, моћи и спасења.
Термин филозофија религије није ушао у општу употребу на Западу све до деветнаестог века, а већина предмодерних и раномодерних филозофских дела укључивала је мешавину религиозних тема и нерелигиозних филозофских питања. У Азији, примери укључују текстове као што су хиндуистичке упанишаде, дела даоизма и конфучијанизма и будистички текстови. Грчке филозофије попут питагорејства и стоицизма укључивале су религиозне елементе и теорије о божанствима, а средњовековна филозофија је била под јаким утицајем три велике монотеистичке абрахамске религије. У западном свету, филозофи раног модерног доба као што су Томас Хобс, Џон Лок и Џорџ Беркли расправљали су о религиозним темама поред секуларних филозофских питања.
Филозофија религије се разликовала од теологије истицањем да су, за теологију, „њене критичке рефлексије засноване на религиозним убеђењима“. Такође, „теологија је одговорна ауторитету који покреће њено размишљање, говорење и сведочење... [док] филозофија своје аргументе заснива на безвременским доказима.“
Неки аспекти филозофије религије су се класично посматрали као део метафизике. У Аристотеловој Метафизици, нужно претходни узрок вечног кретања био је непокретан покретач, који, попут предмета жеље или мисли, подстиче кретање, а да се и сам не помера. Данас су, међутим, филозофи усвојили термин „филозофија религије“ за ту тему, и обично се сматра као посебна област специјализације, иако је неки, посебно католички филозофи, још увек третирају као део метафизике.

## Развој
Током историје, многи филозофи су промишљали религијске појмове са филозофског становишта. Филозофија религије се традиционално сматрала делом метафизике. У својој Метафизици, Аристотелговори о непокренутом покретачу да би означио оно што је узрок свем кретању, а само није покренуто. Овај термин се касније, а посебно у средњовековној филозофији, користио да означи Бога.
У средњем веку су формулисани многи докази за постојање бога, као што су пет доказа за постојање Бога Томе Аквинског или Анселмов онтолошки доказ. Такви докази изгубили су своје опште важење од 18. века, иако још увек утичу на неке филозофе.
Немачки филозоф Имануел Кант је подвргао темељној критици средњовековне доказе о постојању бога. Кант сматра да о сфери трансценденталног (о богу, бесмртности душе, итд.) можемо имати само неке идеје и уверења, али не и теоријско знање, јер у покушају да их умски одредимо нужно се заплићемо у противречја, у „антиномије чистог ума“. Неприхватање ове агностичке позиције, према Канту, неизбежно води у разне облике догматизма.
Од Фојербаха (19. век) у филозофском промишљању религије постоји тенденција која се усредсређује на социјалну и антрополошку димензију верских уверења, или их третира као манифестацију различитих политичких тежњи.
Филозофија религије је као засебна филозофска дисциплина заснована у 20. веку.

## Однос са сродним областима
Проблем заснивања филозофије религије је испочетка повезан са њеним односом према сродним дисциплинама које такође изучавају ову област. Ту се посебно издваја:
- однос филозофије религије према филозофији;
- однос филозофије религије према теологији;
- однос филозофије религије према социологији религије;
- однос филозофије религије према религијским филозофијама;

### Филозофија и религија
Филозофија и религија су две форме духа које имају јединствени мисаони предмет (апсолутна основа свега), али различите начине односа према том предмету. Филозофија почива на појмовном, а религија на представном мишљењу. Стога, филозофија може узети религију за свој мисаони предмет.

### Филозофија религије и религијска филозофија
Филозофија религије се често меша са религијском филозофијом, филозофијом која је инспирисана и усмеравана религијом, попут будистичке, хришћанске или исламске филозофија. Међутим, филозофија религије је размишљање о религији којим се неко може бавити независно од тога да ли је верник или неверник.

## Темељна питања
Филозофија религије поставља питање да ли су религијски појмови засновани или се примењују просто метафорички; има ли уопште смисла говорити о стварању, вољи, знању, доброти, милости, или постојању једног или мноштва?
Нека од темељних питања филозофије религије су:
- Постоји ли Бог? Ако да, какав је он или она?
- Имамо ли душу? Ако да, живи ли она и након смрти тела?
- Догађају ли се чуда?
- Треба ли религијски дискурс схватати дословно?
- Је ли судбина само ствар среће?
- Зашто на свету постоје патња и зло?
- Шта је религијско искуство и шта нам оно може поручити?
- Како се религија може повезати са научним погледом на свет?
- Мора ли свет имати смисла?

### Појам Бога
Темељно питање филозофије религије „Шта је Бог?" се често поставља и у облику питања „Које је значење речи Бог?". За разлику од теологије која аксиоматски подразумева постојање Бога, филозофија религије истражује епистемолошку и логичку заснованост религијских тврдњи. Схватања о природи Бога се најчешће деле на: 
- монотеистичка (да је бог један),
- политеистичка (да је више богова) и
- пантеистичка (да је бог природа).

Међутим, једном кад се уведе опис врховног бића остаје проблем да се изнађе макар један разлог за претпоставку да постоји било шта што одговара том опису.

### Постојање бога
Друго битно питање за филозофију религије је „постоји ли Бог?" Основне позиције поводом постојања Бога су:
- теизам - веровање у постојање једног Бога, који је свемогућ, свезнајући и савршено добар и који делује у свету који је створио;
- политеизам - верованје у постојање више богова;
- деизам - веровање у постојање Бога, који после чина стварања света не делује у свету који је створио;
- пантеизам - верованје у Бога који прожима природу и налази се у свим њеним деловима, Бога који је аморални, безлични апсолут;
- атеизам - неверовање у божанства;
- агностицизам - убеђење да се постојање божанстава не може утврдити нити доказати.

Доказе за и против постојања бога вековима су развијали филозофи, теолози и други мислиоци. До сада су се искристалисали следећи докази за божију егзистенцију:
- Космолошки доказ доказује да постоји „први узрок“ или „први покретач“ свих ствари које су узроковане или покренуте, а то је бог.
- Телеолошки доказ (грч. τέλος - циљ, сврха) се заснива на томе да у природи постоји сврховитост. Сврховитост свемира нужно претпоставља ум који поставља сврхе, а то је бог.
- Номолошки доказ (грч. νόμος - закон) наводи да је свет хармонијски уређена целина у којој све ствари стоје у међусобним односима, који су нормирани законима. Та законитост нужно претпоставља ум, који је бог.
- Онтолошки доказ (грч. τό ον - биће) се темељи на томе да појам бога као најсавршенијег бића нужно укључује и његово постојање, односно да Божија есенција нужно укључује и Божију егзистенцију. Онтолошки доказ има више различитих формулација: Анселмову, Бонавентурину, Декартову, Лајбницову, итд.
- Идејни доказ је доказ из нужних и вечних истина. А вечне и нужне истине могу постојати само у неком мисаоном бићу које је вечно и нужно.
- Морални доказ наводи да постојање објективне моралности зависи од постојања највишег законодавца.
- Етнолошки доказ је доказ општег уверења људског рода, који наводи да су сви народи имали појам бога.